# Xlink Kai
Xlink Kai（エックスリンク・カイ）とはPlayStation Portableなどのゲーム機の通信機能を使い、インターネットを介して他のプレイヤーと交流や対戦を楽しむためのツール。Xlink Kaiサーバーはプラネックスコミュニケーションズが運営している。

## 概要
このサービスはPlayStation Portable（以下PSP）のアドホック・モードを使い、協力プレイや、対戦などを実現することで知られる。本来PSPのアドホック・モードはPSP同士で直接通信をするものであるが、このXlink Kaiを使用することによって、インフラストラクチャー・モードのようにインターネットを介し日本国内は勿論、世界各国プレイヤーとの対戦を実現する。
このXlink Kaiは無線LANに対応したネットワークアダプタ（USBポートに取り付けるものなど）とXlink Kaiと対応OSが搭載されたパソコン、PSPと、アドホックモードに対応したUMDソフトが必要になる。

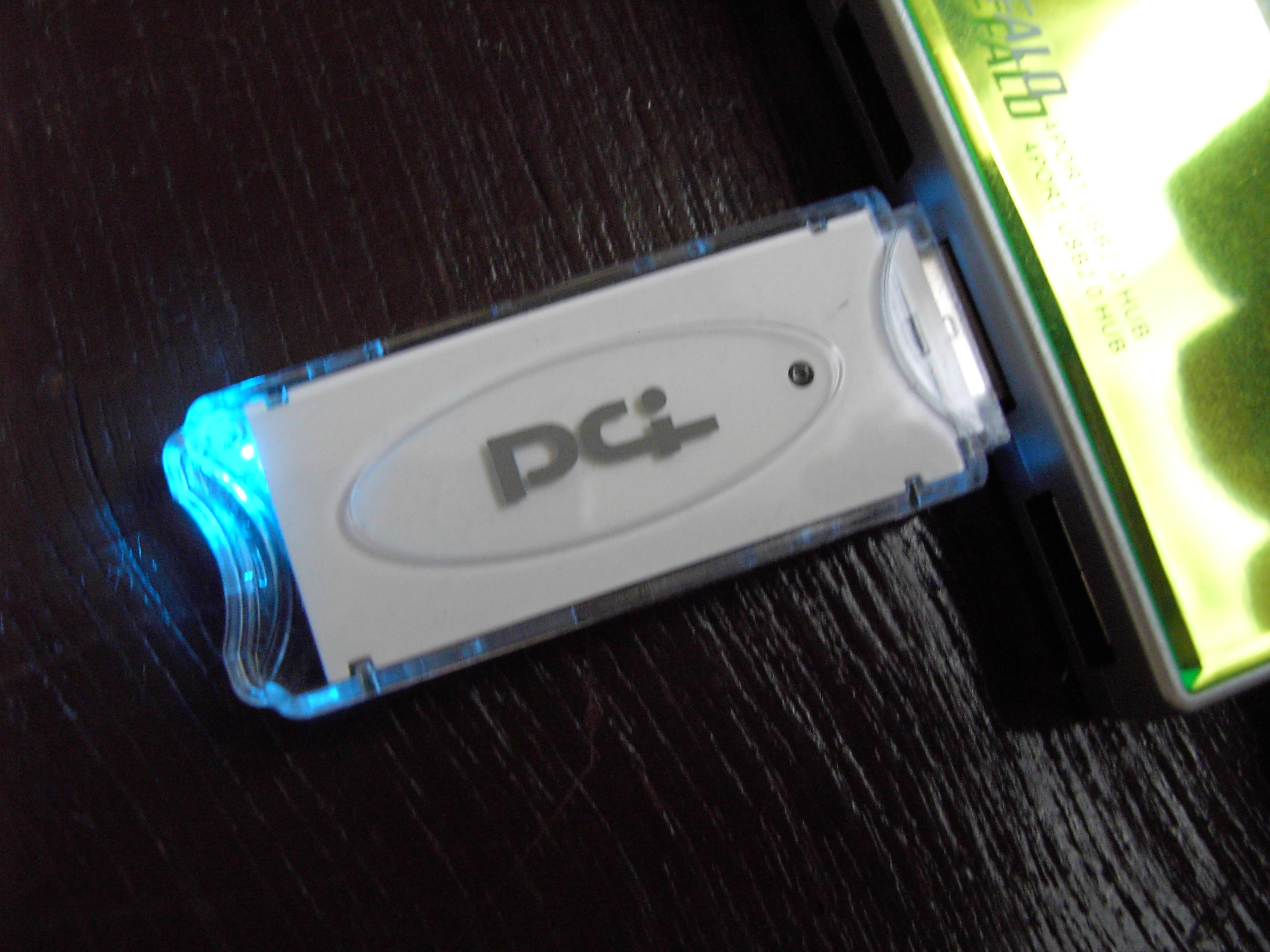
無線LANネットワークアダプタの例 Planex社製GW-US54GXS

ネットワークアダプタをアドホックモードに設定し、PSPのチャンネルと同じものに設定。Xlink Kaiは使用するネットワークアダプタを選択、ポート番号などを入力すればできる。
Xlink Kaiのサーバーの中にはさらにゲーム別のサーバーが振り分けられており、そこに表記してあるゲームソフトが使用できる。
尚、Xlink Kaiを使用するにはXtagと呼ばれるIDを登録しなければならない。
また、PSP以外のゲーム機のサーバーも置かれている。サーバーの置かれていないゲームソフトで対応しているソフトもあり、その場合は「Other」サーバーを用いる。

## 対応している無線LANネットワークアダプタ

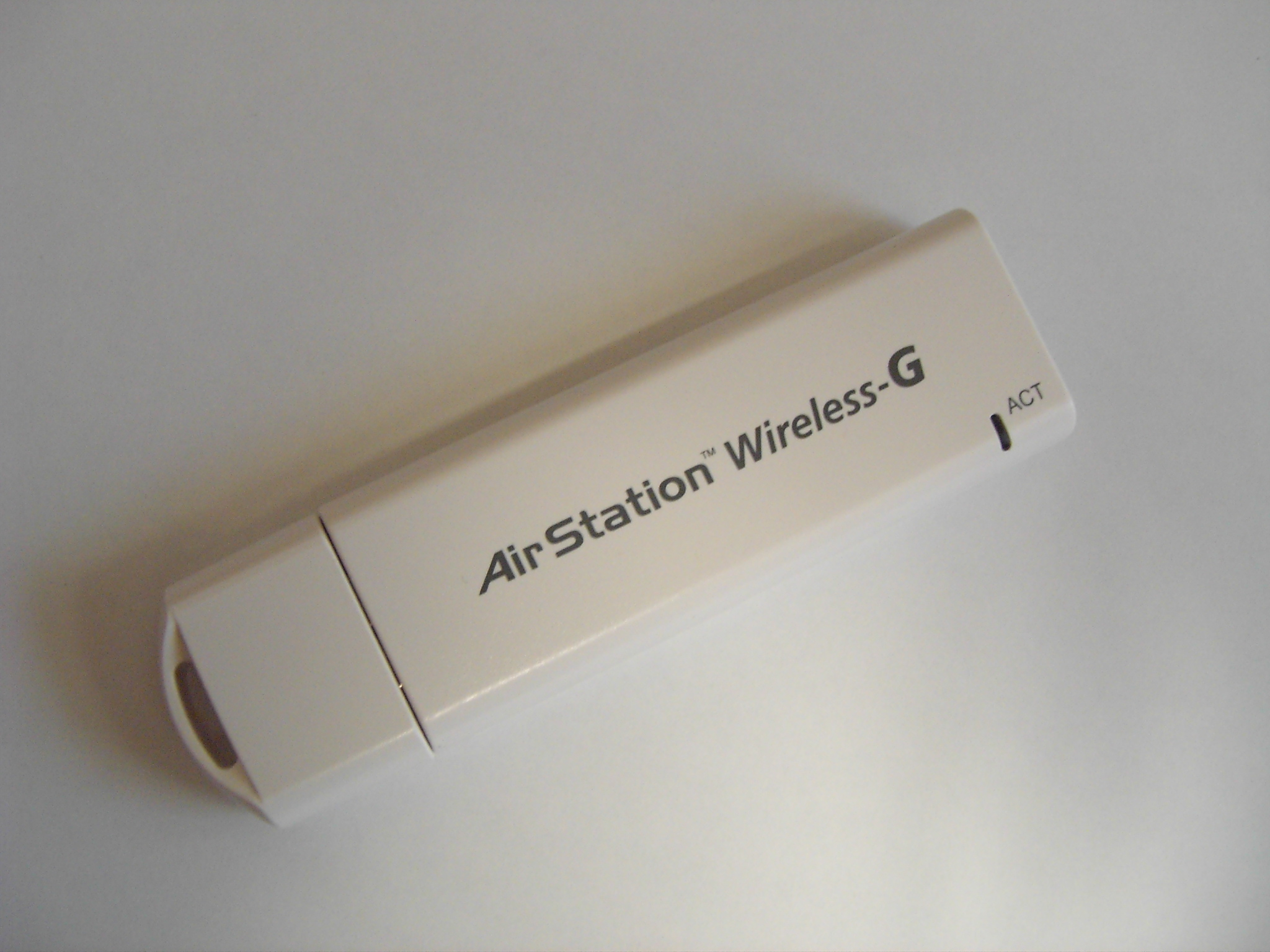
BUFFALO社製「WLI-U2-KG54L」

※2011年8月3日現在
- プラネックス社製
  - USB接続タイプ
    - GW-US300E-BK
    - GW-US300Mini2[2][3][4]
    - GW-US300MiniS[2][3][5]
    - GW-US300Mini-X[2][3]
    - GW-US54GXS[2]
    - GW-US54GD[2][3][4]
    - GW-US54HP[2][3][4]
    - GW-US54Mini-G[2][3][4]
    - GW-US54Mini[2][3]
    - GW-US54Mini2G[2][3][5]
    - GW-US54Mini2W[2][3][5]
    - GW-US54Mini2B[2][3][5]
    - GW-USEco300[5]
    - GW-USHyper300[5]
    - GW-USLight[6]
    - GW-USMicro300[2][5]
    - GW-USMicroN[2][5]
    - GW-USMicroN-G[2][5]
    - GW-USMicroN2W[2][5]
    - GW-USMini2N[2]
    - GW-USNano[2][5]
    - GW-USNano-G[2][5]
    - GW-USNano-M[2][5]
    - GW-USNano2[5]
    - GW-USNano2-G[5]
    - GW-USNano2-M[5]
    - GW-USPetit
    - GW-USSuper300[5]
    - GW-USValue-EZ[5]
    - GW-USWExtreme
    - Wi-Fi USBアダプタ[7][2][3]
    - Wi-Fi USBアダプタ2[7][2][3]
    - Wi-Fi USBアダプタ3[7]
    - Wi-Fi USBアダプタ4[7]

- バッファロー社製
  - USB接続タイプ
    - WLI-UC-G300HP[3]
    - WLI-UC-AG[2][3]
    - WLI-UC-G[2][3]
    - WLI-UC-GN[3]
    - WLI-UC-GNHP[3]
    - WLI-UC-GNM
    - WLI-UC-GNT[3]
    - WLR-UC-G[2][3]
    - WLI-U2-KG54LT[2][3]
    - WLI-U2-KG54L[2][3]
    - WLI-USB-KB11[2][3]
    - WLI-USB-S11[2][3]
    - WLI-U2-SG54HP[2][3]

  - PCカードタイプ[2][3]
    - WLI-CB-G54
    - WLI-CB-G54L
    - WLI2-CB-G54L
    - WLI-CB-AG54

  - コンパクトフラッシュタイプ[3]
    - WLI2-CF-S11[2]
- Corega社製[3]
  - USB接続タイプ
    - CG-WLUSB2GPX
    - CG-WLUSB2GL
    - CG-WLCB54GPX[8]
    - CG-WLUSB2GL[2]
    - CG-WLUSB2GPX[2]
    - CG-WLUSB2GPXN[2]
    - CG-WLUSB2GPXP[2]
    - CG-WLUSB2GPXW[2]
    - CG-WLUSB300NBK
    - CG-WLUSB300NM
    - CG-WLUSB300NWH[2]
    - CG-WLUSBNM

  - PCカードタイプ[2]
    - CG-WLCB54GPX
- ロジテック社製
  -     - LAN-W150N/U2BK
    - LAN-W150N/U2WH
    - LAN-W150N/U2KT
    - LAN-GMW/DS
    - LAN-GMW/PSP
    - LAN-W150N/U2IPH
    - LAN-W150N/U2M
    - LAN-W150N/U2WM
    - LAN-W150N/U2PSP
    - LAN-W150N/U2H
    - LAN-W150N/U2DS
    - LAN-WN11/U2
    - LAN-WN11/U2DS
    - LAN-WN11/U2IPH
    - LAN-WN11/U2PSP
    - LAN-WN11/U2WM